# Doncaster
Doncaster is een stad (town) met ca. 80.000 inwoners in het gelijknamige stadsdistrict in het Engelse bestuurlijke graafschap South Yorkshire. De stad, aan de rivier de Don, ontleent zijn naam aan een voormalig Romeins legerkamp (castra Danum) op deze plek.
Hoewel Doncaster zo'n 200 kilometer ten zuiden van de grens tussen Engeland en Schotland ligt, zou het volgens een nooit herroepen vredesverdrag uit 1136 (het Verdrag van Durham) eigenlijk tot Schotland behoren. Dit werd door een regionale krant opgerakeld in de aanloop naar het referendum over Schotse onafhankelijkheid in 2014. Vermoedelijk ging het hier echter om het grondbezit (als leengoed) en niet om de soevereiniteit over Doncaster. Hoe dan ook is de plaats sinds ca. 1155 steeds door Engeland bestuurd. Wel worden er in de streek sterke banden gevoeld met Schotland, onder andere door (nazaten van) Schotse mijnwerkers die zich hier vestigden.
In 1194 kreeg de plaats stadsrechten van de toenmalige Engelse koning Richard Leeuwenhart. Het was in de Middeleeuwen en daarna een belangrijke marktplaats voor de omgeving en profiteerde in de loop der eeuwen ook van de ligging aan de route tussen Londen, York en Edinburgh (de voorloper van de huidige A1). Dankzij de rol als spoorwegknooppunt werd er in de negentiende eeuw een fabriek voor onderhoud en bouw van locomotieven gevestigd.

## Sport
Doncaster Rovers FC is de betaaldvoetbalclub van de stad en speelt haar wedstrijden in het Keepmoat Stadium.

## Musea
- Danum Gallery, Library and Museum

## Bekende inwoners van Doncaster

### Geboren
- Elizabeth Raffald (1733-1781), kok en ondernemer
- Mary Millar (1936-1998), actrice
- Diana Rigg (1938-2020), actrice
- Graham Rix (1957), voetballer en voetbalcoach
- Janet Dibley (1958), actrice en scenarioschrijfster
- Jeremy Clarkson (1960), tv-presentator (onder meer voormalig presentator van Top Gear)
- Neil Dudgeon (1961), acteur
- Mark Wilson (1977), darter
- James Toseland (1980), motorcoureur
- Matthew Edgar (1986), darter
- Danny Rose (1990), voetballer
- Louis Tomlinson (1991), zanger ( oud bandlid one direction )
- Alex Mowatt (1995), voetballer
- Dominic Harrison (1997), Zanger Yungblud